# Бадр (Саудовская Аравия)
Бадр (араб. بدر‎), полное имя: Бадр Хунайн (араб. بدر حنین‎) — небольшой город в административном округе Медина, в западной части Саудовской Аравии.

## История
Город расположен примерно в 130 км юго-западнее Медины. Окружён крутыми холмами и дюнами.
В древности, город находился в ночи пути от побережья Красного моря, на перекрестке дорог от Медины с караванным путём из Мекки в Сирию. Расположен на равнине длиной 8 км и шириной 4 км.
В 624 году возле Бадра произошла знаменитая битва между мекканскими курайшитами и мединскими мусульманами.